# Consuelo Lewin
Consuelo Lewin (Santiago, 1 de junio de 1970) es una artista visual chilena. 

## Biografía
Ingresó a la Escuela de Arte de la Universidad Católica de Chile el año 1989, obteniendo en 1994 el grado de Licenciada en Artes Plásticas con mención pintura. 
A partir de 1993 comenzó a exponer individualmente, destacando las muestras: Sobre Líneas y Puntos (1996) en la Sala Amigos del Arte; Doble Fondo (1998) en la Galería BECH; Solo Color Show (2000) en el Museo de Santiago (Casa Colorada); y Seascape (2003) en el Centro de Extensión de la Pontificia Universidad Católica, entre otras. 
Obtuvo la Beca Amigos del Arte entre 1993 y 1995, el segundo premio en el III concurso Marco Antonio Bontá en el año 1995, y se adjudicó el premio Fondart en los años 1998, 1999, 2002 y 2004. También se ha desempeñado como docente en el Instituto Profesional Arcos y la universidad UNIACC. 

## Obra
Consuelo Lewin desarrolla su obra con la abstracción pictórica como modelo, problematizando varios temas propios de la práctica pictórica y trabajando el color, la mancha y la materia. Ha señalado sobre su obra Mil Pedazos (2012): "[abordo] el uso de la pintura en dos ejes importantes —a partir de la abstracción pictórica como modelo de representación—, estos dos ejes son, específicamente, el color y la mancha, problematizando en el quehacer pictórico, desde la utilización de la pintura a un modo tradicional hasta la inclusión de nuevos materiales y modos de pigmentar".
Lewin hace uso de pigmentos tomando muestras de color de las fachadas de las casas, que reproduce buscando su paralelo en el muestrario y asignándoles el nombre de "fantasía determinada por la industria". Luego, traslada los colores al lenguaje plástico, resignificando esta operación con el uso de los nombres de cada color, configurando un muestrario que funciona como puente entre la pintura no figurativa y el entorno, abordando temas como la subjetividad en la apreciación del color respecto a la designación de sus nombres. En otros casos reproduce el muestrario completo (860 tonos) al óleo en forma plana. Es así como, en su trabajo más reciente, estas metodologías productivas encuentran su significantes en constatar la  posibilidad de hacer un acercamiento al paisaje —como modelo de representación— desde una visualidad abstracta. Así, pone en juego un asunto fundamental, que atañe a la relatividad en la aprehensión, percepción y traducción del color.

### Exposiciones

##### Individuales
- 2018 La Naturaleza tiene la Última Palabra, Espacio O, Santiago, Chile.
- 2018 Parecido Ideal, SerArte, Santiago, Chile.
- 2014 Mil Pedazos, Sala Gasco, Santiago, Chile.
- 2009 Fragmentos de Luz Natural, Galería StuArt, Santiago, Chile.
- 2006 Fragmento de Paisaje Azul, Galería Puntangeles, Valparaíso, Chile.
- 2003 Seascape, Centro de Extensión, Universidad Católica, Santiago, Chile.
- 2000 Solo Color Show, Museo de Santiago, Casa Colorada, Santiago, Chile.
- 1998 Doble Fondo, Galería BECH, Santiago, Chile.
- 1996 Sobre Líneas y Puntos, Sala Amigos del Arte, Santiago, Chile.
- 1993 Pinturas, Sala Amigos del Arte, Santiago, Chile.

##### Colectivas
- 2018 La Deriva del Gesto y la Forma, galería de Artes Visuales, Parque Cultural de Valparaíso, Valparaíso, Chile
- 2017 Colección MAC: Post 90, Museo de Arte Contemporáneo, Santiago, Chile
- 2016 Variaciones de Escala, Co Galería, Santiago, Chile.
- 2015 Variaciones de Escala, Centro de Arte La Regenta, Las Palmas de Gran Canaria, España.
- 2014 Supervivencia, Galería Enlace, Lima, Perú.
- 2013 Feria Chaco, Santiago, Chile.
- 2012  PROYECTO LIVING, ciclo de exhibiciones realizado en las casas de los artistas participantes, Santiago, Chile.
- 2011 La Oscura Vida Radiante, Ceac, Municipalidad de Las Condes, Santiago, Chile.
- 2010 Feria Chaco, Feria de Arte Contemporáneo, Santiago, Chile.
- 2009  Astro Digital 2009, Red de Artistas del Mercosur, 50 artistas plásticos reunidos de Chile, Perú y  Argentina, Mendoza, Argentina.

- 2008 Plena Imagen, Museo de la Ciudad de Santiago de Querétaro, México.

        Scope, Art Fair, New York.
        ARTEBA Art Fair, Buenos Aires, Argentina.
        Scope, Art Fair, Miami.
        ENCAJADURA, Sala Bellas Artes, Mall Plaza Vespucio, Santiago, Chile.
- 2007 Imágenes Coloidales, Galería Artespacio, Santiago, Chile.

        Revolver, Galería StuArt, Drugstore, Santiago, Chile.
        Handle With Care, MAC, Santiago, Chile.
        Scope, Art Fair, Miami.
- 2006 Capital Residual, Galería Ensabap, Lima, Perú.

        DESDE EL OTRO SITIO / LUGAR, MAC, Santiago, Chile.
- 2005 DESDE EL OTRO SITIO / LUGAR, Museo de Arte Contemporáneo de Seúl,     Corea.

        Reflejos de lo Irreal, Galería StuArt, Santiago, Chile.
        Orden y Correspondencia, Sala Gasco, Santiago, Chile.
        5, Galería StuArt, Santiago, Chile.
- 2004 Pintura de los ‘90s, Mall Plaza Oeste, Santiago, La Serena, Chile.

        Proyecto CUBO, C.C. Borges, Buenos Aires, Argentina.
        Objetualidad Reciente, Sala Amigo del Arte, Santiago, Chile.
        Estética Integral (dibujo), Centro Cultural de España, Santiago, Chile.
- 2003 Cambio de Aceite, MAC Santiago, Chile.

        Más Allá del Bien y del Mal, MAC Valdivia, Chile.
        La Mirada Austera, Corporación Cultural de las Condes, Santiago, Chile.
        Cadáver Expuesto, MOPT, Mar del Plata, Argentina.
- 2002 Documenta1, Museo Benjamín Vicuña Mackenna, Santiago, Chile.

        Speak System (Celda 9), Centro Cultural Borges, Buenos Aires, Argentina.
        Pizarra Mágica, Galería Metropolitana, Santiago, Chile.
- 2001 4 Segundos, Galería Animal, Santiago, Chile.

        Cierre Suave, Hoffman’s House, Galería Metropolitana, Santiago, Chile.
- 2000 III Bienal Ciudad de Temuco, Sala Municipal de Temuco, Chile.

        Mitologías del Hábito, Centro de Extensión P.U.C., Santiago, Chile.
        Pintura De-Marca, Centro Cultural de España, Santiago, Chile.
- 1999 Concurso de pintura COSAPI, Galería Tomás Andreu, Santiago, Chile.

        Dimensión Menos, Galería Metropolitana, Santiago, Chile.
        Post human, Galería Balmaceda 1215, Santiago, Chile.
- 1998 II Bienal Ciudad de Temuco, Sala Municipal de Temuco, Chile.
- 1997 Labores de Pintura al Final de la Pintura, Galería Posada del Corregidor,        Santiago, Chile.
- 1996 I Bienal Ciudad de Temuco, Sala Municipal de Temuco, Chile.
- 1995 MANOIOBRA, Corporación Cultural de las Condes, Santiago, Chile.
- 1994 Jóvenes Talentos, Galería Plástica Nueva, Santiago, Chile.

        IV Salón Sur de Arte, Concepción, Chile.
- 1993 Alumnos de Arte Universidad Católica de Chile, Instituto Cultural de
- Providencia,  Santiago, Chile.

### Libros de arte
- Pintura Chilena Contemporánea, Práctica y desplazamientos disciplinares desde la escuela de arte UC, Ediciones U.C., 2015.
- Imago Mundi, Ojo Andino Chile, Colección Luciano Benetton, 2014.
- Revisión Técnica, Pintura en Chile 1980-2010, Editorial Ocho Libros, 2009.
- Cambio de Aceite, Pintura Chilena Contemporánea, Editorial Ocho Libros, 2003.
- Arte en su Espacio, Galería Artespacio, 2005.
- Arte en CCU, 1993-2007, Ediciones Artespacio, 2008.
- Pintura en Chile, 1950- 2005, editora Cecilia Valdés Urrutia.

- Arte Contemporáneo Chileno: Desde el Otro Sito / Lugar, Publicación MAC.